# Toughsheet Community Stadium
Toughsheet Community Stadium er siden 1997 hjemmebane for den engelske League One-klub Bolton Wanderers. Stadionet ligger i Horwich nær ved Bolton og afløste klubbens tidligere hjemmebane Burnden Park. Toughsheet Community Stadium er et moderne stadion, udelukkende med siddepladser og har plads til 28.723 tilskuere. Stadionrekorden er 28.353 som blev opnået i forbindelse med en Premier League kamp mod Leicester City den 28. december 2003.